# Norrtälje-Malsta församling
Norrtälje-Malsta församling är en församling i Roslagens östra pastorat i Upplands södra kontrakt i Uppsala stift. Församlingen ligger i Norrtälje kommun i Stockholms län.

## Administrativ historik
Församlingen bildades 2001 genom sammanslagning av Norrtälje församling och Malsta församling och utgjorde sedan ett eget pastorat.  Från 2018 ingår församlingen i Roslagens östra pastorat.

## Kyrkor
- Norrtälje kyrka
- Malsta kyrka
- Markuskyrkan